# Long Marston, Warwickshire
Long Marston är en ort och civil parish i Storbritannien.   Den ligger i grevskapet Warwickshire och riksdelen England, i den södra delen av landet, 130 km nordväst om huvudstaden London. Long Marston ligger 42 meter över havet och antalet invånare är 436.
Terrängen runt Long Marston är huvudsakligen platt, men åt sydost är den kuperad. Runt Long Marston är det ganska tätbefolkat, med 80 invånare per kvadratkilometer. Närmaste större samhälle är Evesham, 12,2 km väster om Long Marston. Trakten runt Long Marston består till största delen av jordbruksmark.